# Irina Karamanos Adrian
Irina Sabine Alice Karamanos Adrian (Santiago de Xile, 29 d'octubre de 1989) és una antropòloga, sociòloga, politòloga i activista feminista xilena. Com a parella del president de Xile, Gabriel Boric, va assumir els càrrecs de primera dama i coordinadora sociocultural de la Presidència l'11 de març de 2022.

## Trajectòria
Prové d'una família paterna grega. Els seus avis paterns van néixer a Kymi i en migrar a Xile es van dedicar a la confecció de guants i sabates de cuir. La seva mare, Sabine Alice Inés Adrian Gierke, és filla d'immigrants alemanys que es van establir a l'Uruguai i va treballar com acadèmica al Goethe-Institut.
Irina Karamanos va realitzar els seus estudis primaris i secundaris al Col·legi Alemany de Santiago, un institut privat localitzat a la comuna de Las Condes. Posteriorment, va estudiar la carrera de Sociologia a la alemanya Universitat Ruprecht Karl de Heidelberg. Prèviament, havia estudiat Arts Visuals a la Universitat de Xile, carrera que va abandonar un any després per residir a Alemanya entre 2009 i 2014 i estudiar a Heidelberg. Parla castellà, grec, anglès, alemany i indonesi bàsic. A més, és estudiant de kawésqar, un idioma indígena propi del poble homònim radicat a la zona austral de Xile.
Es va donar a conèixer escrivint diverses columnes per a mitjans nacionals com The Clinic sobre paritat i el rol de la dona en la política. És feminista i cofundadora del partit Convergència Social (CS), on és secretària nacional del Front Feminista. També és coordinadora d'Abrecaminos, una plataforma d'incidència política de dones, diversitats sexuals i de gèneres.
Des del 2019 és parella del polític i actual president de Xile, Gabriel Boric. El 18 de gener de 2022 va anunciar que assumiria el rol de primera dama per tal de refundar el càrrec i tenir un rol més social, incloent la visibilització del jovent transgènere, les infàncies migrants, la interculturalitat i els pobles originaris.
El 4 d'octubre del 2022 va anunciar en una conferència de premsa que deixaria el càrrec de primera dama i el càrrec seria dissolt a finals d'any a fi que altres ministeris adoptessin les tasques que li corresponien.